# Hostotipaquillo (kommun)
Hostotipaquillo är en kommun i Mexiko.   Den ligger i delstaten Jalisco, i den centrala delen av landet, 500 km väster om huvudstaden Mexico City. Antalet invånare är 8 228. Arean är 698 kvadratkilometer.
Terrängen i Hostotipaquillo är bergig åt nordväst, men åt sydost är den kuperad.
Följande samhällen finns i Hostotipaquillo:
- Hostotipaquillo
- El Saucillo
- Michel
- San Antonio
- Huajacatlán